# 롯카쿠 요시카타
롯카쿠 요시카타/쇼테이(일본어: 六角義賢/承禎, 1521년 ~ 1598년 4월 19일)는 센고쿠 시대의 무장으로, 오미의 센고쿠 다이묘다. 오미 남부의 간논지 성 성주였으나, 오다 노부나가(織田信長)와 대립하여 실각했다.

## 생애

### 가문 상속
다이에이 원년(1521년), 롯카쿠 사다요리의 아들로 태어났다. 아버지 사다요리와 함께 영지를 공동으로 통치하였다. 롯카쿠 부자는 자신의 매제인 호소카와 하루모토를 도와 미요시 나가요시(三好長慶)와 싸웠다. 텐분 21년(1552년) 아버지가 죽자 가문을 상속받아 롯카쿠 가문의 지도자가 되었다.

### 잇따른 패전
아버지가 죽은 뒤에도 무로마치 막부 13대 쇼군 아시카가 요시테루(足利義輝)나 호소카와 하루모토를 도와 미요시 나가요시와 싸웠다. 롯카쿠 가문은 미요시 가문에 비해 우세에 있었지만, 잇달아 패전하여 세력이 역전되고 말았다. 그러나 에로쿠 원년(1568년), 아시카가 요시테루와 미요시 나가요시 사이를 중개하여 요시테루를 다시 교토로 돌아오게 하여 실추된 체면을 세웠다.
한편 요시카타의 세력이 약화된 것을 계기로, 아버지의 시대에 롯카쿠 가문에 복속했던 오미 북부의 아자이 히사마사가 롯카쿠 가문의 영지를 침략하기 시작했다. 그러나 요시카타는 이를 격퇴하고 아자이 가문을 다시 복속시켰다.
에이로쿠 2년(1559년)에 적자인 롯카쿠 요시하루(六角義治)에게 가문을 물려주고 은거하여, 출가하고 조테이라는 법명을 받았다.
에이로쿠 3년(1560년), 아자이 히사마사의 적자인 아자이 나가마사(浅井長政)가 롯카쿠 가문에 반기를 들었다. 요시카타는 이를 토벌하기 위해 스스로 대군을 이끌고 출진하지만, 노라다 전투에서 나가마사에게 크게 패하고 말았다.

### 쇠퇴, 그리고 멸망
에이로쿠 6년(1563년), 가문의 지도자 요시하루가 가장 유력한 신하인 고토 타카토요를 간논지 성에서 암살하는 사건이 일어났다. 이 때문에 롯카쿠 가문의 가신 대부분이 롯카쿠 가문에 대한 불신감이 폭발하여, 요시카타와 요시하루 부자를 간논지 성에서 쫓아내버렸다.(간논지 소동) 중신 가모 사다히데(蒲生定秀), 가모 가타히데(蒲生賢秀)의 중재로 요시카타 부자는 간논지 성으로 돌아올 수 있었다.
에이로쿠 9년(1566년)에는 아자이 나가마사가 롯카쿠 영지에 다시 침략을 개시하였는데, 이미 무력해진 롯카쿠 가문으로서는 막아내는 것만도 벅찼다. 에이로쿠 11년(1568년) 오다 노부나가가 아시카가 요시아키를 옹립하고 교토로 진격하자, 노부나가의 지원 요청을 물리치고 오다 군과 싸웠다. 그러나 크게 패하고 간논지 성에서 도망쳐 고카로 갔다. 이리하여, 센고쿠 시대의 유력 영주가문이었던 롯카쿠 가문은 멸망했다.

### 그 뒤
교토를 장악한 노부나가는 요시아키와 대립하게 되었다. 요시아키는 각지의 유력 영주들을 포섭하여 노부나가 포위망을 형성하였다. 요시카타도 요시하루와 함께 아자이 나가마사와 손을 잡고, 옛 신하들을 모아 게릴라 전법으로 오미 남부에서 오다 군과 싸웠다. 겐키 원년(1570년)에는 남 오미의 조코지 성을 지키고 있던 시바타 가쓰이에(柴田勝家)를 공격했지만 패했다. 그 뒤 보다이지 성으로 가 농성했지만 다시 패하고, 노부나가에게 항복했다.
요시카타는 노부나가의 명으로 사쿠마 노부모리에게 맡겨져, 이시베 성에 감금되었다. 그러나 덴쇼 2년(1574년) 시가라키로 달아났다.
그 후의 행적에 대해서, 고카나 이가의 호족들을 끌어모아 노부나가에게 항전했다고도 하거나, 은거했다고도 한다. 혹은 이시야마 혼간지(石山本願寺)에 의탁했다거나, 덴쇼 9년(1581년)에 그리스도인으로서 세례를 받았다는 등, 여러 가지 설이 전해지지만 확실한 것은 없다. 노부나가가 죽은 후 천하의 실권을 장악한 도요토미 히데요시(豐臣秀吉)가 죽은 게이초 3년(1598년), 요시카타도 죽었다. 향년 78세.

## 인물
요시카타는 기마술과 궁술에 능했다. 가신이었던 요시다 시게마사에게 헤키 유파의 궁술을 배워, 유파의 계승자가 되기도 했다. 또, 오츠보 유파의 기마술을 배웠고 이를 바탕으로 스스로 사사키(롯카쿠 가문의 옛 이름) 유파를 창시하여 이름을 남겼다.
| 전임 롯카쿠 사다요리 | 제15대 롯카쿠 가문 당주 1552년 ~ 1559년 | 후임 롯카쿠 요시하루 |